# Schizaspidia ponapensis
Schizaspidia ponapensis är en stekelart som beskrevs av Ishii 1941. Schizaspidia ponapensis ingår i släktet Schizaspidia och familjen Eucharitidae. Inga underarter finns listade i Catalogue of Life.